# La Mendieta
La Mendieta är en ort i Argentina.   Den ligger i provinsen Jujuy, i den norra delen av landet, 1 300 km nordväst om huvudstaden Buenos Aires. La Mendieta ligger 735 meter över havet och antalet invånare är 3 812.
Terrängen runt La Mendieta är platt åt sydost, men åt nordväst är den kuperad. Närmaste större samhälle är San Pedro, 13,3 km nordost om La Mendieta.
I omgivningarna runt La Mendieta växer i huvudsak lövfällande lövskog. Runt La Mendieta är det ganska glesbefolkat, med 47 invånare per kvadratkilometer.